# タイラー・ハミルトン
タイラー・ハミルトン（Tyler Hamilton、1971年3月1日- ）は、アメリカ合衆国・マサチューセッツ州にあるマーブルヘッド出身の元自転車競技選手。コロラド大学ボルダー校出身。

## 経歴
コロラド大学在学中の1991年にスキー選手から自転車競技選手へと転身。
1994年、トレーニー選手としてクアーズ・ライトと契約。
1995年、USポスタルサービスとプロ契約を結んで移籍。
- USポスタルには2001年まで在籍し、2000年にドーフィネ・リベレで総合優勝を飾ったが、主にランス・アームストロングのアシストを務めた。

2002年、ビャルヌ・リース率いるチームCSCに移籍。チームリーダーに抜擢される。
- ジロ・デ・イタリアでは途中落車事故に見舞われた区間がありながらも第15ステージで勝利を挙げた他、総合成績でも、優勝のパオロ・サヴォルデッリに1分41秒差の2位に食い込む。

2003年は大活躍の年となった。
- リエージュ〜バストーニュ〜リエージュ優勝
- ツール・ド・ロマンディ総合優勝
- ツール・ド・フランスでは、第1ステージで鎖骨骨折しながらもこの年最後の山岳ステージとなった第16ステージで逃げ切り優勝するなど総合4位に入った。

2004年、フォナックに移籍。
- ツール・ド・ロマンディを連覇。
- ドーフィネ・リベレでは総合2位。
- ツール・ド・フランスでは第6ステージにおける落車の影響を受け、第13ステージで途中棄権
- 8月に開催されたアテネオリンピックの個人タイムトライアルにおいて57分31秒のタイムをマーク。前回同種目優勝者のロシアのヴィアチェスラフ・エキモフらを抑えて金メダルを獲得したが、後述の通り2012年8月10日、ハミルトンが当時、ドーピングを行っていたことを認めることにより、金メダルの返上を申し出ていることを踏まえ、IOCははく奪を決定した[1]。
- ブエルタ・ア・エスパーニャでは、9月11日に行われた第8ステージの個人タイムトライアルを勝利。ところがこの勝利後、血液ドーピングの陽性反応が出る。
- これを受け国際オリンピック委員会（IOC）は9月20日、アテネオリンピックにおけるドーピング検査では、この事実を見逃していたと釈明。この2日後、Bサンプルの検査を行った結果陽性反応は見られず、アテネオリンピックにおけるハミルトンの金メダルは有効であるとの結論に達した。この見解に対してロシアのオリンピック委員会は、エキモフの繰上げ金メダルを実現すべく、スポーツ仲裁裁判所（CAS）に提訴したが、CASは2006年6月27日、これを却下した。
- 一方、ハミルトンのブエルタにおける血液ドーピング疑惑について、国際自転車競技連合（UCI)は、2つのサンプルを抽出した結果、輸血による血液ドーピングであると表明した。なおハミルトンは血液ドーピングとは関係ない理由で同年のブエルタを途中棄権していた。UCIは2つのサンプルを検査した結果、いずれも血中濃度が高いとの結論をまとめ、ハミルトンは「クロ」であるとの見解を下した。

2005年
- 4月18日、アメリカ合衆国アンチドーピング機構(USADA)はハミルトンに対し、2004年9月22日から2年間、自転車競技選手としての活動禁止処分を言い渡した[2]。これに対しハミルトンは、アテネ五輪時のBサンプルでは陽性反応が認められなかったことを受けて潔白を主張。CASに提訴した。

2006年
- しかし、ハミルトンの自転車選手活動解禁日となる9月22日、ブエルタにおけるBサンプルにおいて陽性反応が示された。このため、2年後の2008年9月22日まで、UCIプロツアーライセンスチームには加入できなくなった。

2007年、ティンコフ・クレジットに加入し復帰を果たした。
- 全米選手権個人ロードレースでは12位。個人タイムトライアルでは6位だった。一方、一時はジロ・デ・イタリアの出場メンバーにも名を連ねていたが、直前になってメンバーから除外された。

2008年、ロックレーシングに移籍。
- 7月のツアー・オブ・チンハイレイクで総合優勝を果たした。

2009年
- 2月に行われた競技外の検査でステロイド系の禁止薬物DHEAで陽性になっていたことが発覚。本人も摂取したビタミン剤に当該物質が含まれていた事を認め、同年4月17日、現役引退を表明した[3]。

2011年
- 5月20日、上述の2004年のアテネオリンピックにおけるドーピングの事実を認め、個人タイムトライアルで獲得した金メダルを返上する意向を示した[4]。またUSポスタル在籍時代、ランス・アームストロングが度々ドーピングを行なっていた事例を、米・CBSテレビのドキュメンタリー番組・60 Minutesで証言し、自転車競技界に大きな波紋が広がった[5][6]。

2012年
- 8月10日、IOCは、2004年のアテネオリンピックの個人タイムトライアルにおけるハミルトンの優勝記録を取り消すことを決し、これに伴い、ヴィアチェスラフ・エキモフ（ロシア）を金、ボビー・ジュリック（アメリカ）を銀、マイケル・ロジャース（オーストラリア）が銅の各メダル獲得認定者となった[1][7]。
- 9月18日、自身のドーピング体験談に基づいた『暴露本』"The Secret Race: Inside the Hidden World of the Tour de France: Doping,Cover-ups,and Winning at All Costs（邦題『シークレット・レース　ツール・ド・フランスの知られざる内幕』）"[8]が刊行され、その年の最も優れたスポーツ書籍に与えられる賞であるWilliam Hill Sports Book of the Year（英語版）を受賞した。この中で、ハミルトン自身は1997年からドーピングを行っていたことを告白している。